# 猫塚古墳 (仙台市)
猫塚古墳（ねこづかこふん）は、現在の宮城県仙台市若林区南小泉にあった古墳である。早くに破壊され、遺物はなく、詳しいことはわからない。跡地に少林神社が建つ。

## 概要
直系7-8メートルの円墳、または前方後円墳の後円部だという。
猫塚の名は、猫にまつわる伝説からとられた。すなわち、ある屋敷で飼われていた猫が、妻女が厠に行こうとするたびにつきまとって邪魔をする。たまりかねた夫が刀で猫の首をはねると、はねとんだ猫の首が天井まで届き、そこにいた大蛇の首に噛みついた。主人に危険を知らせようとしていたのだとわかり、家の者は猫を手厚く葬って塚を築いたという。